# BBDO

Logotipo

A BBDO é uma agência de publicidade de âmbito mundial, com sede em Nova Iorque. Foi formada pela fusão da  BDO (Barton, Durstine & Osborn) e Batten Co. em 1928.
A BBDO tem 17 200 empregados em 287 agências em 77 países. É a maior agência do Grupo Omnicom.